# Prêmio Cultura Galega das Artes Cênicas
O Prêmio Cultura Galega das Artes Cênicas (do galego: Premio Cultura Galega das Artes Escénicas) é um galardão concedido como parte dos Prêmios da Cultura Galega pela Junta da Galiza a pessoas físicas ou jurídicas que destacam-se nesse ano pelo seu labor no meio das "artes cênicas galegas ou [da] traslação em imagens e são de criações narrativas galegas". Os premiados são seleccionados por um jurado único formado por doze pessoas. 
Os prêmios convocaram-se por primeira vez no ano 2010, ainda que nasceram como continuação dos Prêmios Nacionais da Cultura Galega, criados em 2008 e que tiveram uma única edição. A diferença do anterior, concedido a Manuel Lourenzo, este prêmio não tem dotação econômica.

## Premiados
- 2010: Eduardo Alonso.
- 2011: Quico Cadaval.
- 2012: Grupo de Teatro Airiños[3]
- 2013: Associação Abrente - Mostra Internacional de Teatro de Ribadavia[4].